# بهروز احمدی
بهروز احمدی (زادهٔ آبان ۱۳۲۵ در تهران – درگذشتهٔ ۱۵ شهریور ۱۳۹۱ در تهران) معمار ایرانی و طراح پروژه‌های برح آرمیتا در خیابان بخارست تهران، موزهٔ قرآن و نمای ساختمان جدید مجلس شورای اسلامی ایران است. این مهندس معمار با مجموعه فعالیت‌های خود در زمینهٔ معماری، نزدیک به نیم قرن به معماری و هنر ایران خدمت کرد.

## زندگی

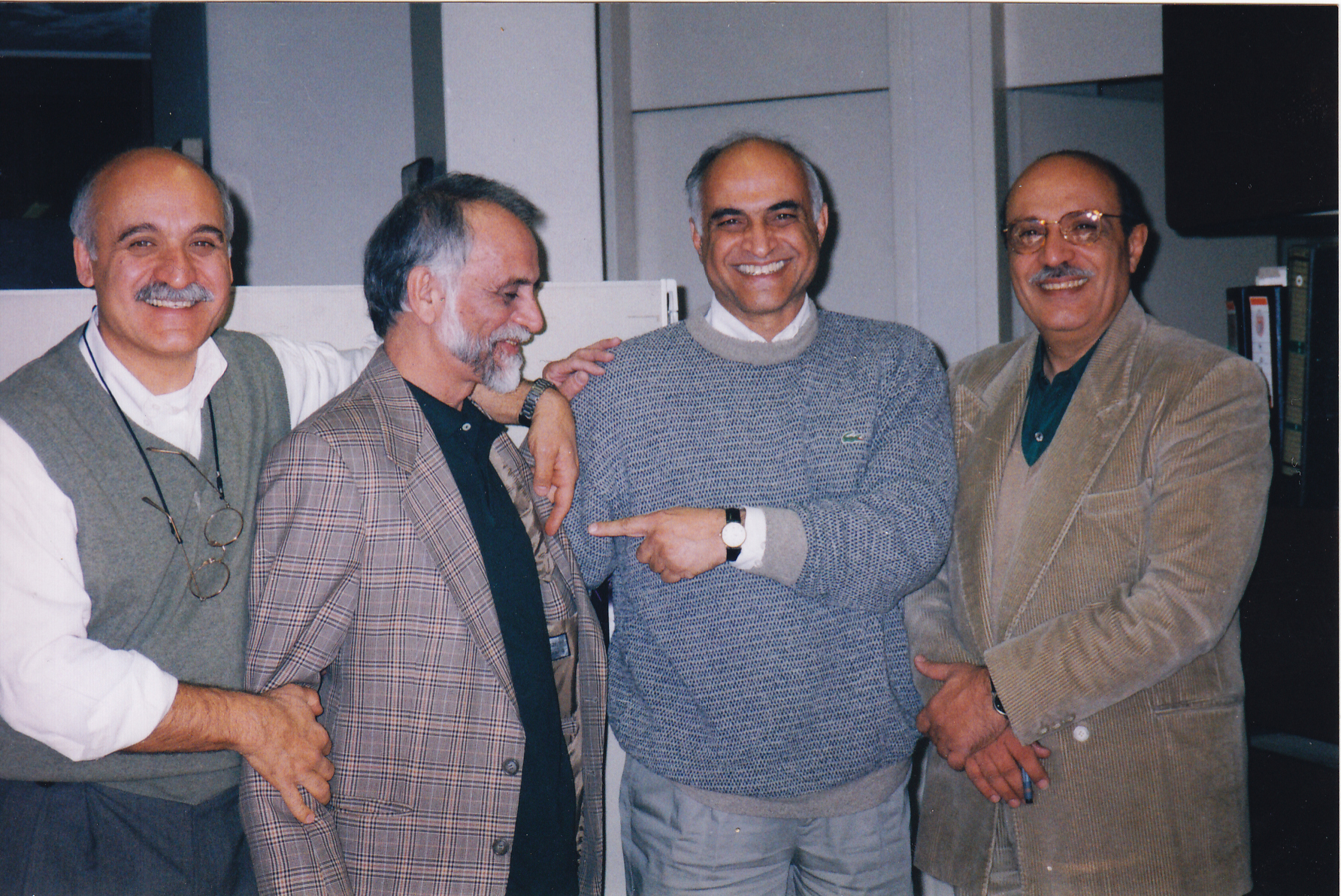
اعضای مهندسین مشاور شارستان به ترتیب از راست به چپ: کمال‌الدین ایمانی، بهروز احمدی، بهرام فریورصدری و شهریار قدیمی

بهروز احمدی در آبان ماه ۱۳۲۵ در تهران به دنیا آمد. او در سال ۱۳۴۴ وارد دانشگاه تهران و در سال ۱۳۵۳ از آن فارغ‌التحصیل شد.
این معمار پیشکسوت در نهایت در صبح روز چهارشنبه ۱۵ شهریور ماه ۱۳۹۱، در سن ۶۶ سالگی بر اثر ایست قلبی درگذشت. پیکر این معمار صبح روز ۱۶ شهریور ۱۳۹۱، از مقابل دفتر مهندسین مشاور شارستان تشیع و در بهشت زهرای تهران به خاک سپرده شد.

## فعالیت‌ها

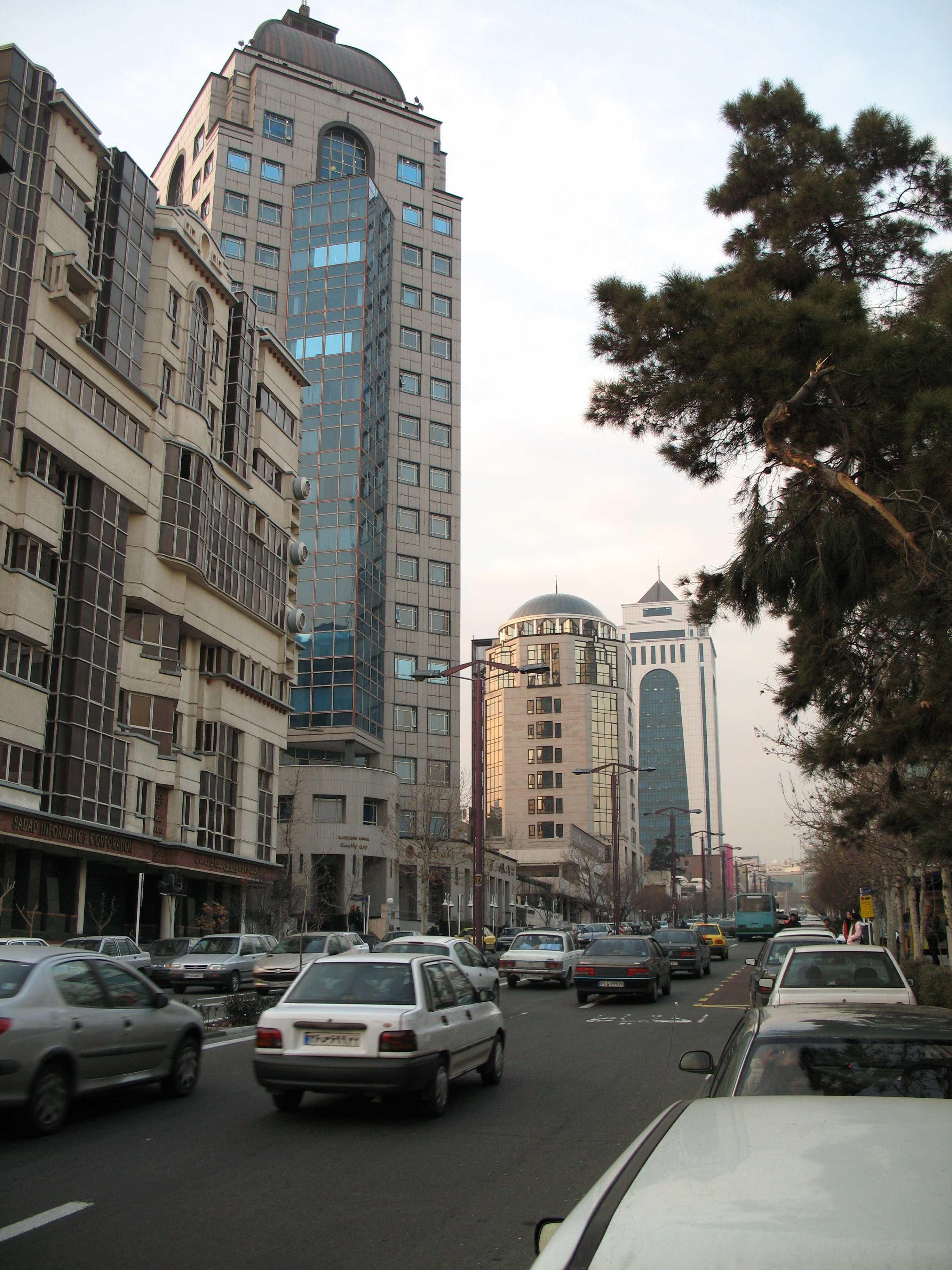
ساختمان آرمیتاژ در خیابان بخارست

بهروز احمدی عضو هیئت مدیرهٔ شرکت مهندسان مشاور شارستان و یکی از بنیانگذاران این شرکت بوده که امروز آثار ماندگاری از او برجای مانده‌است. احمدی طراح پروژه‌های برج آرمیتاژ در خیابان بخارست، میدان آرژانتین تهران، موزهٔ قرآن واقع در مجموعهٔ نهاد ریاست‌جمهوری ایران و نمای ساختمان جدید مجلس شورای اسلامی ایران است. این مهندس معمار با مجموعه فعالیت‌های خود در زمینهٔ معماری، نزدیک به نیم قرن در زمینهٔ معماری و هنر ایران فعالیت کرد.
از دیگر آثار او می‌توان به ساختمان‌هایی همچون فروشگاه کوروش، مجتمع ساختمان‌های اداری بم، موزهٔ منطقه‌ای سیستان و بلوچستان، طراحی فرشی به مساحت هزار مترمربع در میدان شهید بهشتی شهر تبریز (مشهور به میدان فرش) و طراحی نمای بیمارستان چشم پزشکی نگاه بعنوان معمار همکار شرکت توسعه بنای کسری اشاره کرد.
بهروز احمدی در طول دورهٔ فعالیت حرفه‌ای خود حدود ۹۰ پروژه انجام داده که بیشتر این پروژه‌ها در به آثاری نمادین و به‌یادماندنی برای ایرانیان بدل شده‌است. او در آثارش با المان‌های سنتی کار می‌کرد. او طرح برج آرمیتاژ در خیابان بخارست تهران را با الهام از پستخانهٔ سابق ایران و ساختمان مجتمع ادارات بم را با الهام از ساختمان‌های ارگ بم طراحی کرد. احمدی خود در مورد سبک معماری‌اش گفته بود:
از دیدگاه من معمار در طول زندگی از محیط اطراف و وسایط ارتباط جمعی و نشریات و تحولات الگوهای زندگی، ناخودآگاه و گاه به اختیار، تأثیر می‌پذیرد و معماری موفق فارغ از سبک‌های معماری باید با نیازهای روز اجتماع منطبق باشد؛ ولی در محیطی که تمام ضوابط فنی و روابط اجتماعی و الگوهای زیست در حال تحول است، پیروی از یک تفکر معماری (هرچند در جوامع شکل‌یافته به‌طور جدی مطرح شود)، نمی‌تواند لزوماً نتایج مطلوب در پی داشته باشد.

## پی‌نوشت
1. 1 2 3 4 5 6 7  «طراح خانهٔ ملت…»،  خبرگزاری میراث.
2. 1 2 3  «پیکر بهروز احمدی…»،  ایسنا.